# Neunzehnhain

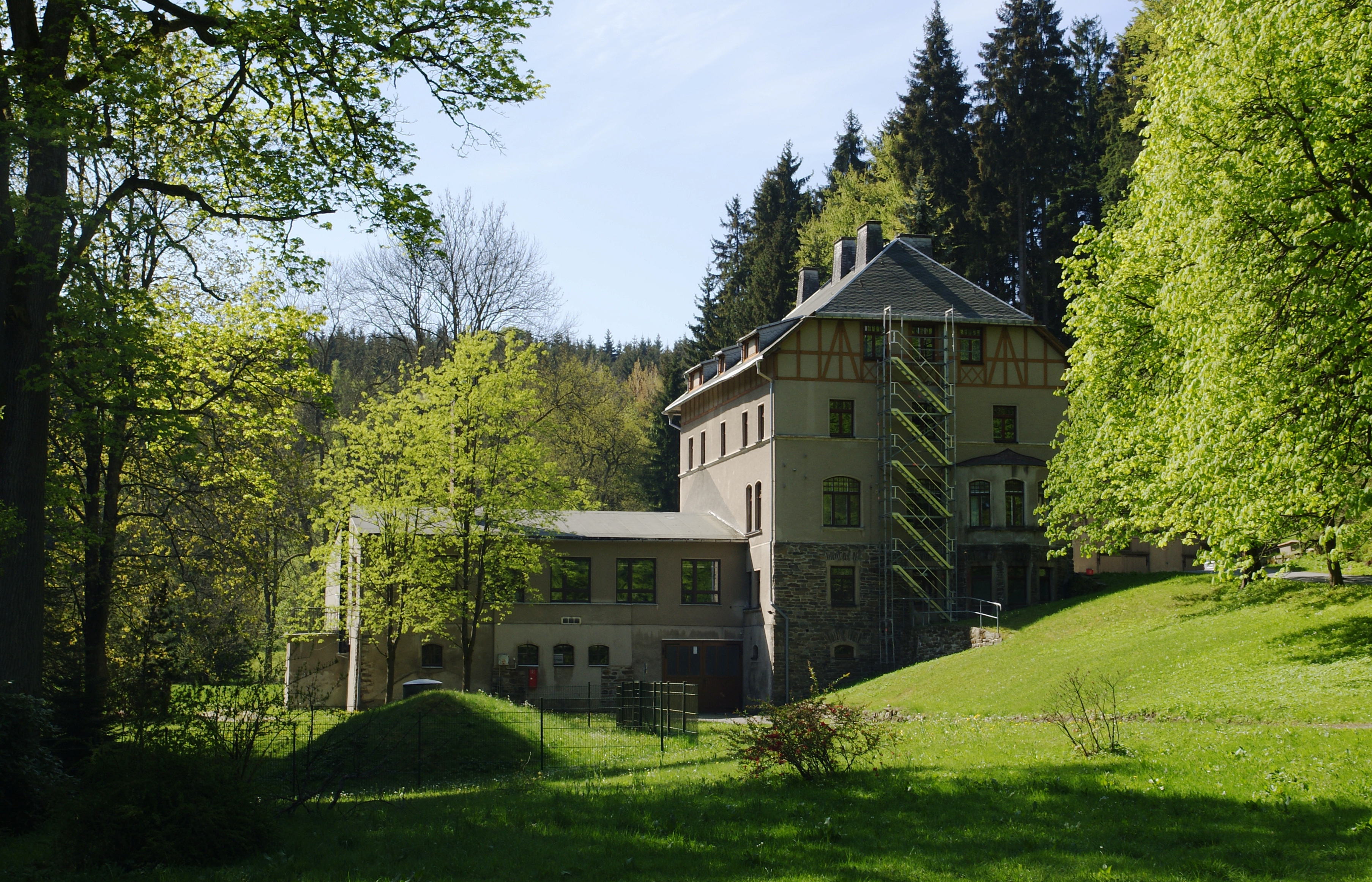
Ökologische Station der Fakultät Forst-, Geo- und Hydrowissenschaften der Technischen Universität Dresden (vormals Hammerschenke) im Mai 2011

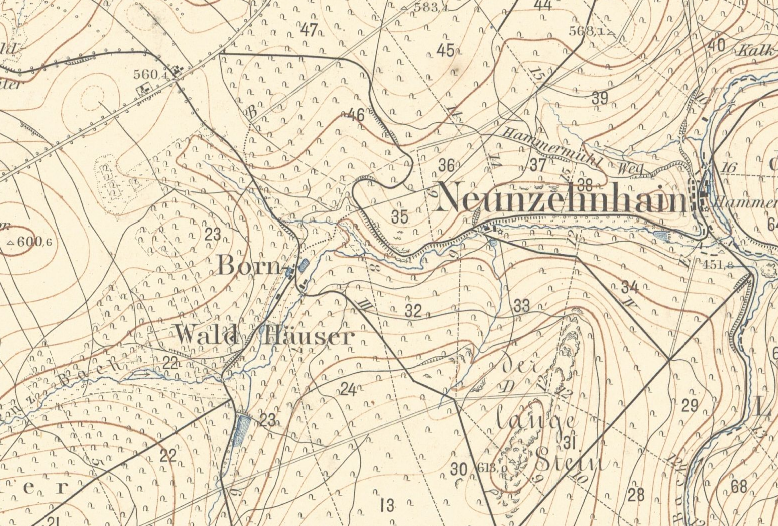
Die Lage von Neunzehnhain auf einer topografischen Karte von 1912

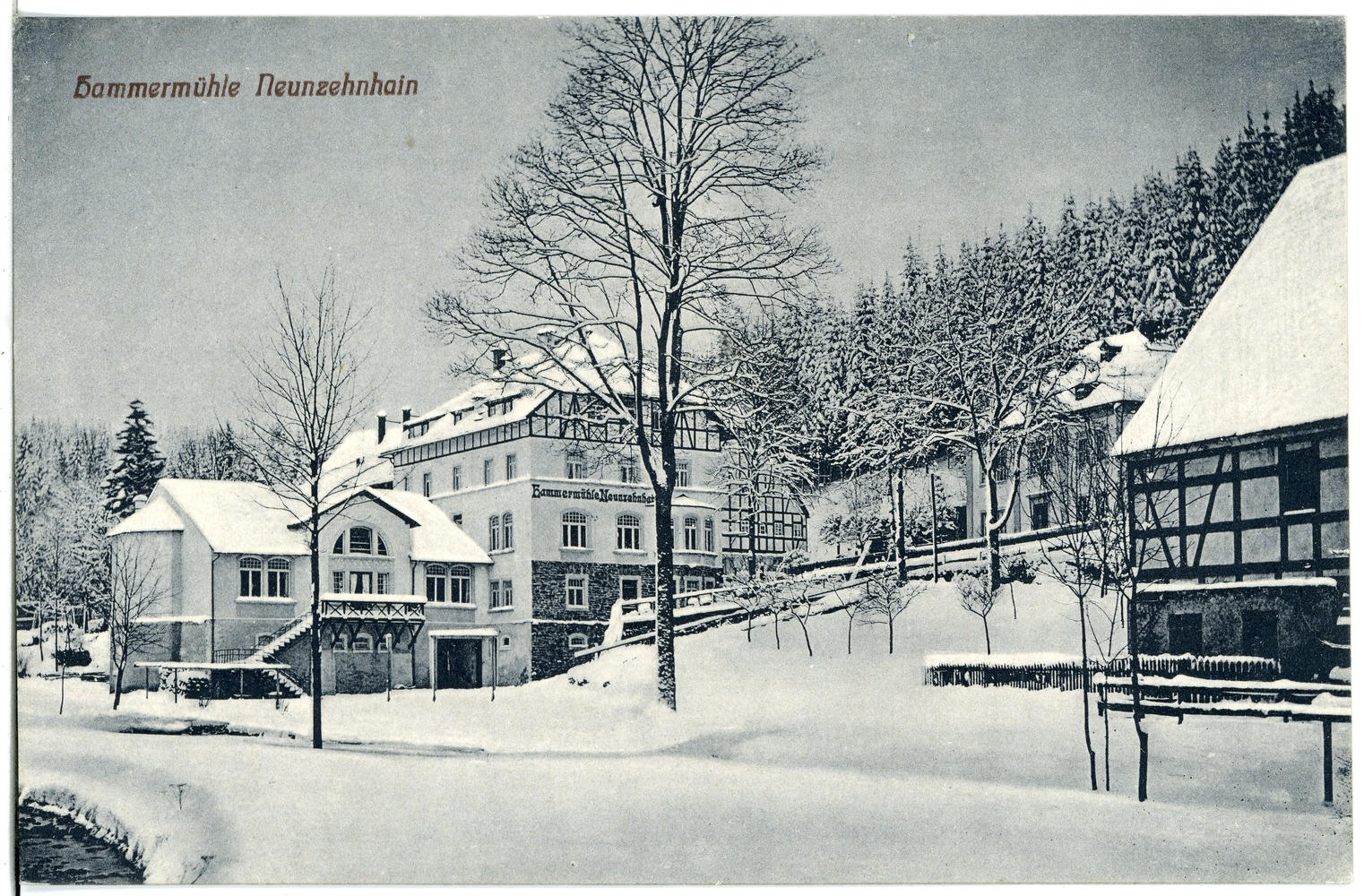
Postkarte von 1919

Neunzehnhain ist eine kleine, zur Stadt Pockau-Lengefeld gehörige Siedlung im sächsischen Erzgebirge.
Die vom Bornwald umgebene Häusergruppe liegt im Tal des Lautenbaches auf einer Höhe von 450 m. Oberhalb von Neunzehnhain befindet sich die Talsperre Neunzehnhain II und unterhalb die Talsperre Neunzehnhain I.
Im Jahr 1550 wird in Neunzehnhain im Amt Augustusburg ein besessener Mann mit dem Besitz von einer Hufe erwähnt. 1692 wurde an diesem Ort ein Blechhammer errichtet, der bis 1729 in Betrieb war. Später entstand eine Brettmühle, die als „Hammermühle“ bis 1955 betrieben wurde. Während sich die Einwohnerzahl zwischen 1834 und 1890 von 75 auf 121 erhöhte, ging sie durch den Bau der Talsperre Neunzehnhain I für die Trinkwasserversorgung von Chemnitz und die damit verbundene Umsiedlung einiger Familien bis 1910 auf 57 zurück und erreichte mit 35 Menschen 1946 einen Tiefpunkt, nachdem bei einem Luftangriff auf die Talsperren durch alliierte Bomber im Jahr 1945 sechs der acht vorhandenen Gebäude zerstört worden waren.
Im Ausflugslokal „Hammerschenke“ wurde Anfang der 1960er Jahre ein Hydrobiologisches Laboratorium des Zoologischen Institutes der Universität Leipzig eingerichtet. Bis Ende 2022 wurde das Gebäude als Ökologische Station der Fakultät Umweltwissenschaften der Technischen Universität Dresden genutzt. Im März 2025 wurde es im Rahmen einer Grundstücksauktion versteigert.
Im Jahr 2006 wurde das einzige neben der Ökologischen Station noch vorhandene Wohngebäude abgerissen.
Die Einwohner von Neunzehnhain waren seit 1840 nach Waldkirchen/Erzgeb. und ab 1900 nach Börnichen/Erzgeb. gepfarrt. Politisch gehörte die Siedlung bis 1876 zu Börnichen und war danach eigenständig. Am 1. Oktober 1948 kam die Siedlung zu Wünschendorf und wurde am 1. Januar 1999 mit diesem nach Lengefeld eingemeindet.